# Atenció a la dependència a les Illes Balears
L'atenció a la dependència a les Illes Balears ha tingut un desenvolupament normatiu com les altres comunitats autònomes.
La Resolució de 7 de setembre de 2007 creà l'equip tècnic de valoració i la Resolució de 8 de novembre de 2007 regulà el procediment per al reconeixement de la situació de dependència i establí que les prestacions podien ser modificades si els requisits per a l'accés a aquestes variaben en el temps. La Resolució de 24 de maig de 2007 regulava les ajudes i establí que s'ha de revocar la concessió de la subvenció si el beneficiari incompleix totalment o parcialment els compromisos que contrau per ser beneficiari. També estableix que es reintegren les ajudes obtingudes en eixos casos i que el règim de sancions i infraccions és el que marque el Decret Legislatiu 2/2005.